# Shaohao
Cette page contient des caractères spéciaux ou non latins. S’ils s’affichent mal (▯, ?, etc.), consultez la page d’aide Unicode.

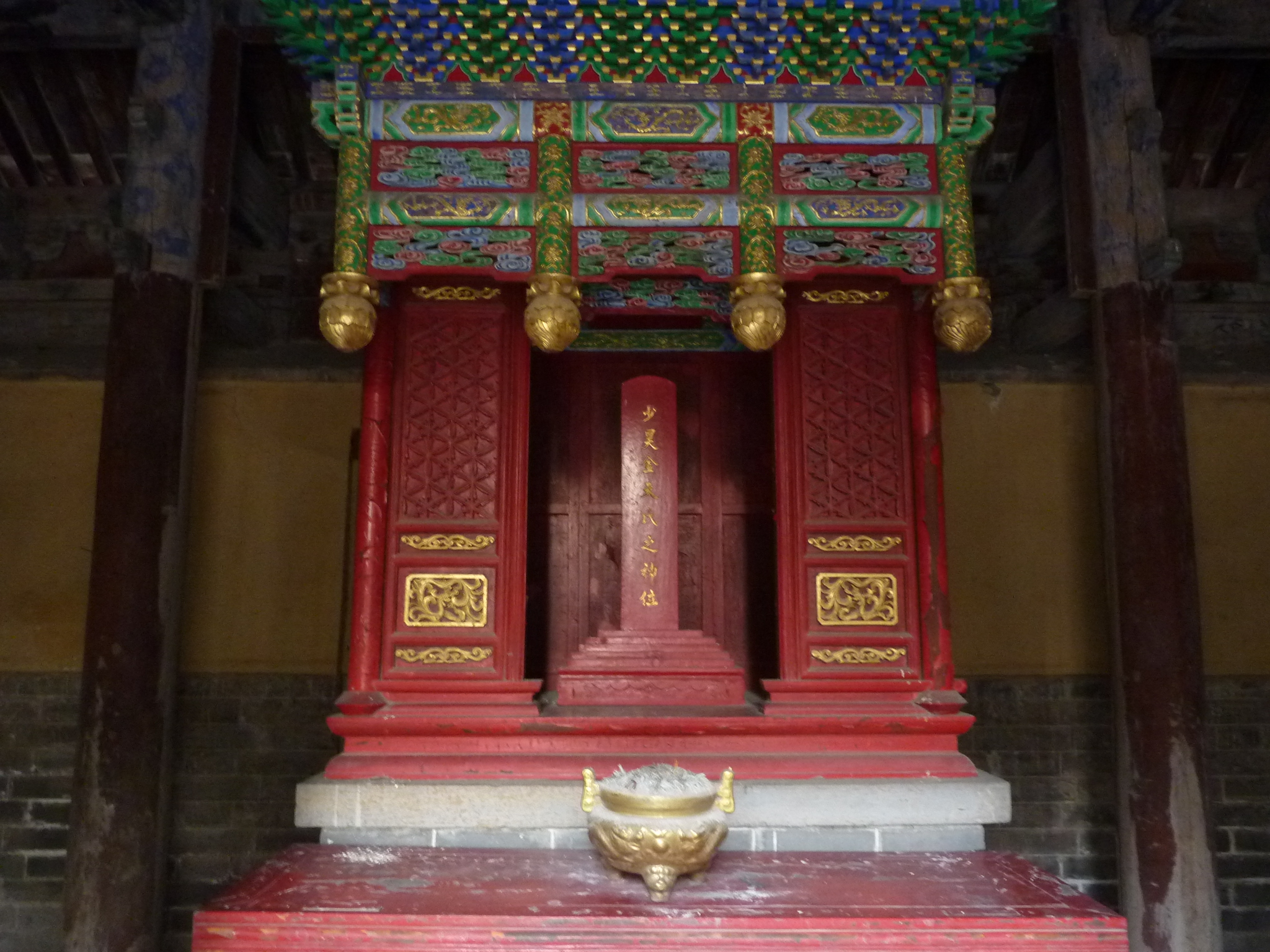

Shaohao 少昊 (nombreuses graphies alternatives) est un souverain mythique de l’antiquité chinoise, l’un des Cinq empereurs selon certaines sources, dont Kong Anguo dans sa préface du Classique des documents. La théorie des Cinq éléments en vogue sous les Han associant chacun des Cinq empereurs à un orient et une couleur, Shaohao est parfois identifié à l’Empereur blanc de l’Ouest, opposé à Taihao lié à l’Est.
Il avait pour nom de famille Feng ou Ying, comme les Qin, et pour nom personnel Zhi. Il était également appelé Jintian et Qiongsang. Sa mère, Nüjie ou Huang’e, l’aurait conçu en rêvant qu’une étoile filante rentrait dans son sein.
Chef des Dongyi installés au Shandong, il aurait tout d’abord choisi comme totem l’oiseau sombre(également totem des Shang), puis le phénix. Sa capitale se trouvait près de Qufu, patrie de Confucius, où il existe encore un emplacement qui prétend être son tumulus funéraire. Ses 24 tribus portaient chacune un nom d’oiseau : Phénix, Oiseau sombre, Oiseau bleu etc., ce qui donna naissance plus tard à la légende du Pays des oiseaux de l’empereur Shaohao. Situé à l’est, des volatiles de différentes espèces y remplissaient toutes les positions administratives, chacune y déployant son talent particulier. 
Il est également présenté comme un souverain civilisateur créateur de la musique et de la médecine, maître des eaux et bon administrateur. Il aurait adopté Zhuanxu, descendant de Huangdi, pour en faire son successeur. Certains glosateurs considèrent qu’il s’agit de son neveu et font de Shaohao un descendant de Huangdi. Les historiens modernes tendent à penser qu’il s’agit du souvenir d’une alliance entre les Dongyi et les Huaxia. 